# ヘンリー・ゴールディング
ヘンリー・ゴールディング（Henry Ewan Golding、1987年2月5日 - ）は、マレーシア系イングランド人の俳優・テレビ番組ホストである。
映画『クレイジー・リッチ!』のニック・ヤング役やアクションアドベンチャー映画『G.I.ジョー:漆黒のスネークアイズ』の主役、『シンプル・フェイバー』のショーン・タウンゼント役、ロマンティック・コメディ映画『ラスト・クリスマス』のトム役などで有名である。後者2作ではいずれもポール・フェイグ監督と組んでいる。

## 生い立ち
サラワク州ベトン出身。父親はイングランド人、母親はマレーシア人で、ボルネオ島に住む先住民であるイバン人の家系である。ロンドンのスローン・スクエアでヘアドレッサーとして働いた後、映像業界に入った。

## キャリア
ゴールディングは2014年からBBCの『ザ・トラベル・ショー』で司会をつとめた。
2017年3月、世界中で行われたキャスティングコールの末、ゴールディングが大富豪ニック・ヤング役でコンスタンス・ウーとともに『クレイジー・リッチ!』に出演することが発表された。ゴールディングがニック・ヤング役として出演した『クレイジー・リッチ!』は2018年8月15日にワーナー・ブラザース・ピクチャーズによりアメリカ合衆国とカナダで公開され、北米両国にて最初の週末で興行収入1位を獲得し、批評の点でも高評価を得た。
同じく2018年にゴールディングはポール・フェイグ監督のスリラー映画『シンプル・フェイバー』にブレイク・ライヴリー及びアナ・ケンドリックとともに出演し、ライヴリー演じるキャラクターの夫であるショーン・タウンゼンドを演じた。『クレイジー・リッチ!』の大ヒット及び『シンプル・フェイバー』のまずますの成功の後、同じくフェイグによる監督作であるロマンティック・コメディ映画『ラスト・クリスマス』にトム役で出演し、エミリア・クラークと共演した。撮影は2018年11月26日に始まって2019年2月まで続いた。本作は2019年11月8日に公開された。
ゴールディングは2019年のガイ・リッチー監督による犯罪映画『ジェントルメン』にマシュー・マコノヒー、ヒュー・グラント、ミシェル・ドッカリーとともに出演した。続いてホン・カウ監督の映画『MONSOON／モンスーン』に出演し、両親の散灰のためロンドンから生まれ故郷であるヴェトナムにやって来るキット役を演じた
2019年4月29日、CNBCは2作連続して作られる予定でプリプロダクション段階であった『クレイジー・リッチ!』続編に、ニック・ヤング役として続けて出演すると報道した。
2019年8月、ゴールディングは『G.I.ジョー』フランチャイズの映画『G.I.ジョー』のスピンオフである『G.I.ジョー:漆黒のスネークアイズ』でタイトルロールを演じ、本作は2021年7月に公開された
2022年9月、ゴールディングがトーマス・C・ダン監督・脚本の映画Assassin Clubでノオミ・ラパス、サム・ニール、ダニエラ・メルシオール、カミーユ・ドゥラマーレと共演しており、イタリアのトリノで撮影が終了したことが報道された。

## 私生活
ゴールディングは台湾のテレビ司会者・ヨーガインストラクターであるリヴ・ローと2011年の元日に出会った。2015年に2人は婚約し、2016年8月にサラワクで結婚した。その後、カリフォルニア州ヴェニスビーチに住んでいる。
結婚する前にゴールディングはイバン人の男性の通過儀礼であるベジャライをボルネオの荒野ですませたが、自身でカメラを携帯して2ヶ月間のこの経験を撮影し、ディスカバリーチャンネルアジアでドキュメンタリーシリーズSurviving Borneoとして公開した。この旅の終わりにゴールディングは伝統的なベジャライの入れ墨を右の太ももに入れてもらったが、これはイチジクの木を他の木が取り巻いている模様であった。
『ニュージーランド・ヘラルド』でミシェル・マネリスにインタビューされた際、ゴールディングは自分の姓について、「ゴールディングって本当にユダヤ系っぽいですよね？戦争中に祖父がロンドンに住んでいて、伝わっている話だとたぶんそういう名前のユダヤ系の一家の養子になったんです。敬意を表するため祖父は一家の名前をもらって、それが伝わっています。そういうわけで名誉ユダヤ人になれたのは誇れることですよ」と述べている。

## 主な出演作品

### 映画
| 公開年 | 邦題 原題                                                | 役名                             | 備考          | 吹替       |
| ------ | -------------------------------------------------------- | -------------------------------- | ------------- | ---------- |
| 2009   | Pisau Cukur                                              | Iskandar Tan Sri Murad           |               | N/A        |
| 2018   | クレイジー・リッチ! Crazy Rich Asians                    | ニック・ヤン                     |               | 小松史法   |
| 2018   | シンプル・フェイバー A Simple Favor                      | ショーン・タウンゼント           |               | 中村和正   |
| 2019   | モンスーン（原題） Monsoon                               | キット                           |               | 吹替版なし |
| 2019   | ラスト・クリスマス Last Christmas                        | トム・ウェブスター               | [ 28 ]        | 小松史法   |
| 2019   | ジェントルメン The Gentlemen                             | ドライ・アイ                     |               | 江頭宏哉   |
| 2021   | G.I.ジョー:漆黒のスネークアイズ Snake Eyes               | スネークアイズ                   | [ 29 ] [ 30 ] | 木村昴     |
| 2022   | 説得 Persuasion                                          | ミスター・ウィリアム・エリオット |               | 小松史法   |
| 2023   | アサシン・クラブ ASSASSIN CLUB                           | モーガン・ゲインズ               |               | 小松史法   |
| 2023   | 1984年、ダウンタウン・アウル DOWNTOWN OWL                | ヴァンス                         |               | 吹替版なし |
| 2024   | ガーディアンと魔法の虎 The Tiger's Apprentice            | テッド・フー                     | 声の出演      | 神尾佑     |
| 2024   | アンジェントルメン The Ministry of Ungentlemanly Warfare | フレディ・アルバレス             |               |            |
| 2024   | Daniela Forever                                          | Nicolas                          |               | N/A        |
| 2025   | アナザー・シンプル・フェイバー Another Simple Favor      | ショーン・タウンゼント           |               | 中村和正   |
| 2025   | オールド・ガード2 The Old Guard 2                        | トゥア                           |               | 中谷一博   |

### テレビ
| 公開年 | 邦題 原題                                       | 役名   | 備考     | 吹替   |
| ------ | ----------------------------------------------- | ------ | -------- | ------ |
| 2021   | スター・ウォーズ: ビジョンズ Star Wars: Visions | ツバキ | 声の出演 | 宮崎遊 |